# Uamsan
Uamsan (koreanska: 우암산) är ett berg i Sydkorea.   Det ligger i provinsen Norra Chungcheong, i den centrala delen av landet, 110 km söder om huvudstaden Seoul. Toppen på Uamsan är 338 meter över havet, eller 212 meter över den omgivande terrängen. Bredden vid basen är 2,1 km.
Terrängen runt Uamsan är kuperad åt sydost, men åt nordväst är den platt. Runt Uamsan är det tätbefolkat, med 427 invånare per kvadratkilometer. Närmaste större samhälle är Cheongju-si, 2,0 km sydväst om Uamsan. I omgivningarna runt Uamsan växer i huvudsak blandskog.